# Покровское (Новосибирская область)
Покро́вское — посёлок в Чулымском районе Новосибирской области. Входит в состав Большеникольского сельсовета.

## География
Площадь посёлка — 74 гектара.

## Население
| 1926 | 2002 | 2007 | 2010 |
| ---- | ---- | ---- | ---- |
| 2330 | ↘101 | ↘54  | ↘15  |

## Инфраструктура
В посёлке по данным на 2007 год отсутствует социальная инфраструктура.

## Известные уроженцы
- Зелепукин, Николай Павлович (1917—1993) — советский и украинский шахматный композитор.